# تونل جاده گوتهارد
تونل جاده گوتهارد (آلمانی: Gotthard-Strassentunnel) یک تونل در کشور سوئیس است.
این تونل که در سال ۱۹۸۰ تأسیس شده از گاشنن در کانتون آوری شروع و در آیرولو، کانتون تیچینو به پایان می‌رسد؛ تونل گوتهارد با طول ۱۶٫۹ کیلومتر به صورت دو طرفه در زیر کوه‌های آلپ ساخته شده‌است.

## نگارخانه

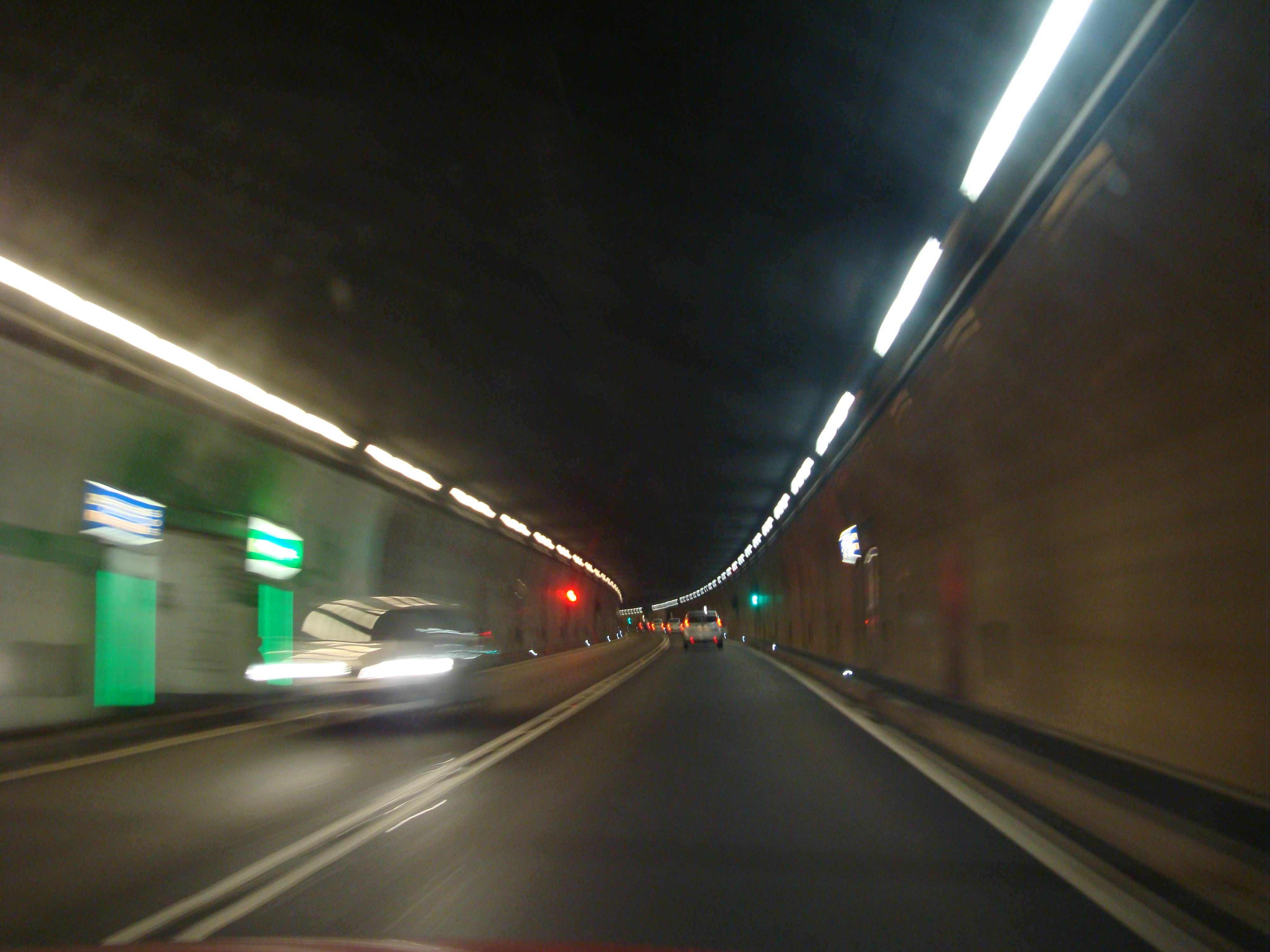
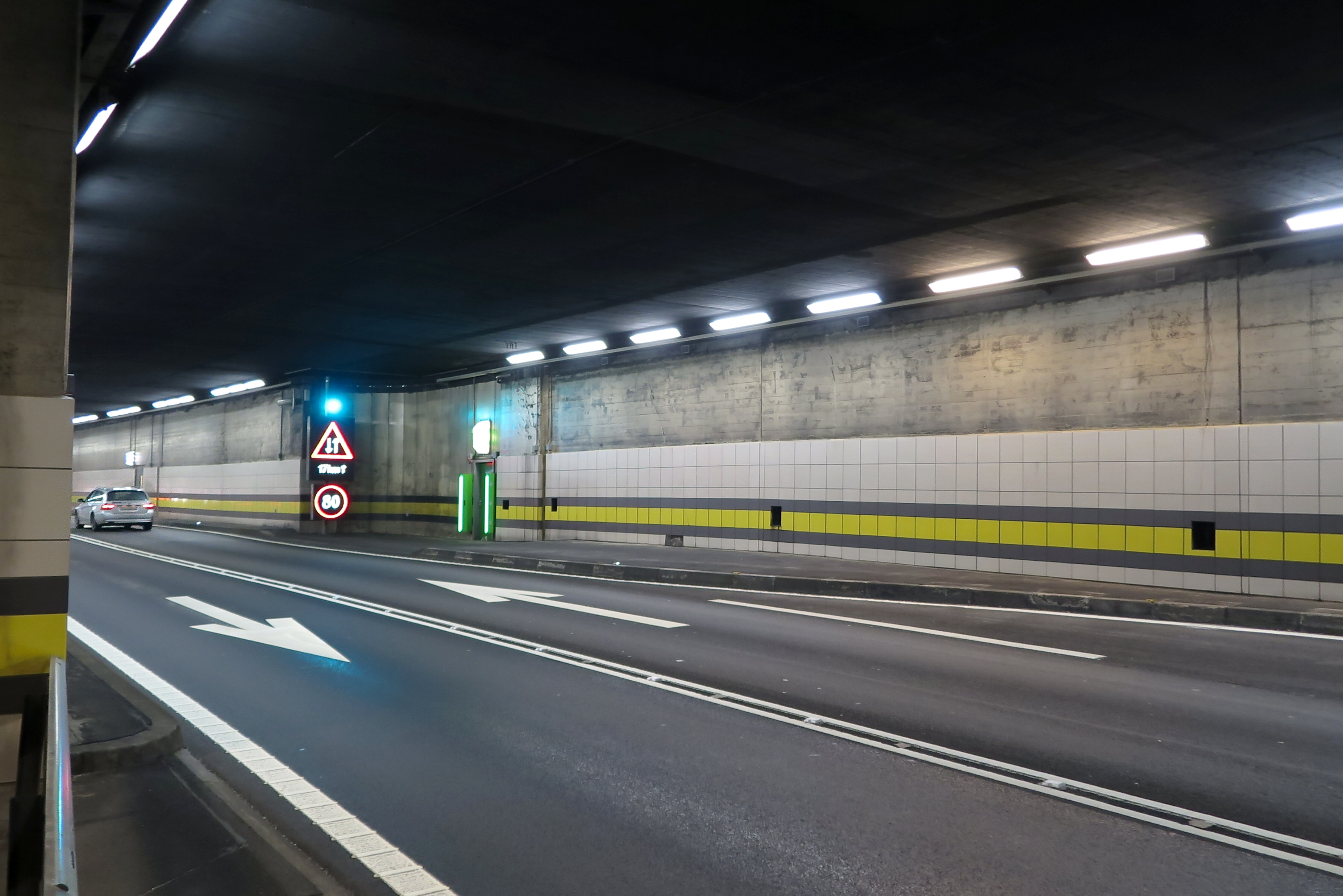
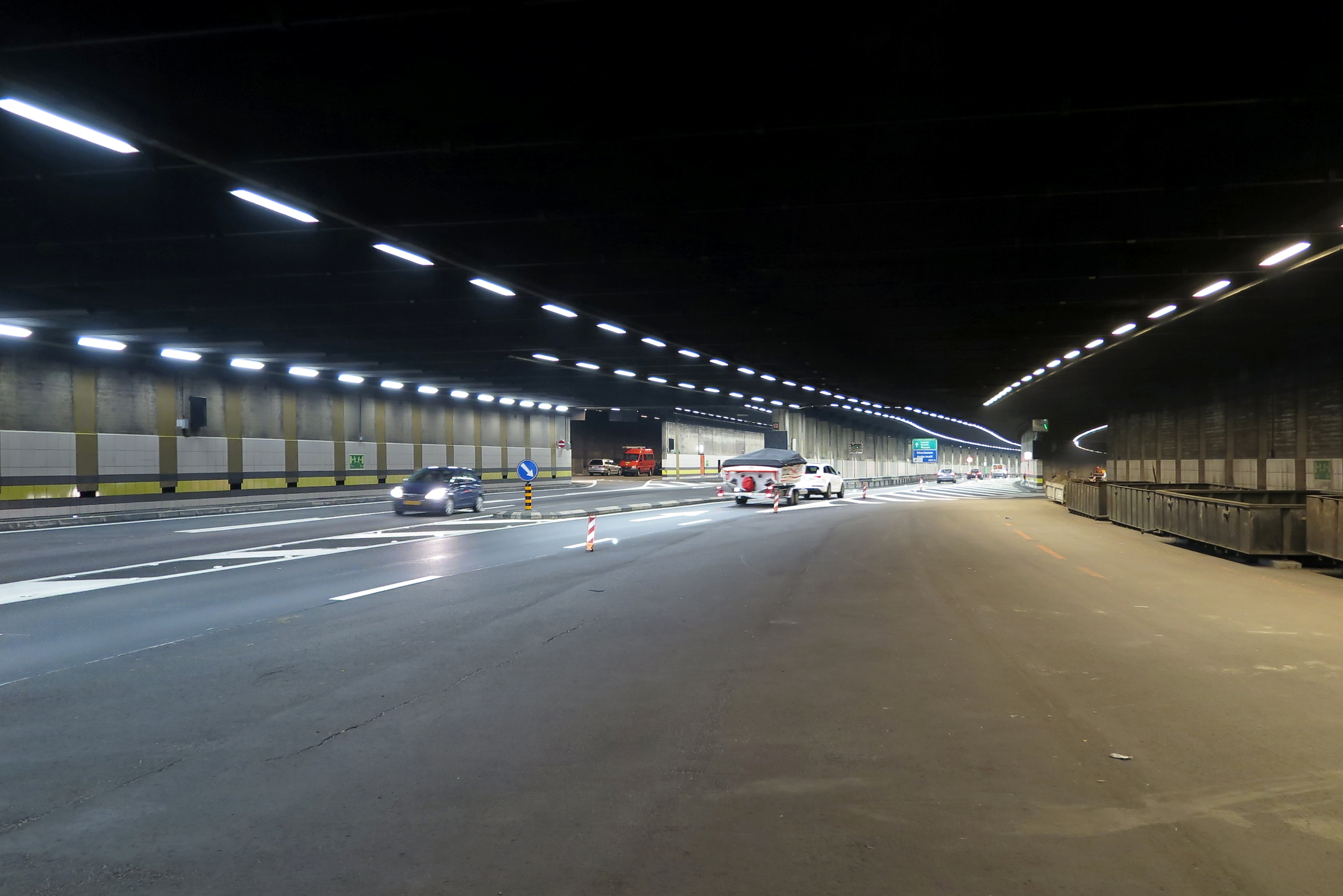
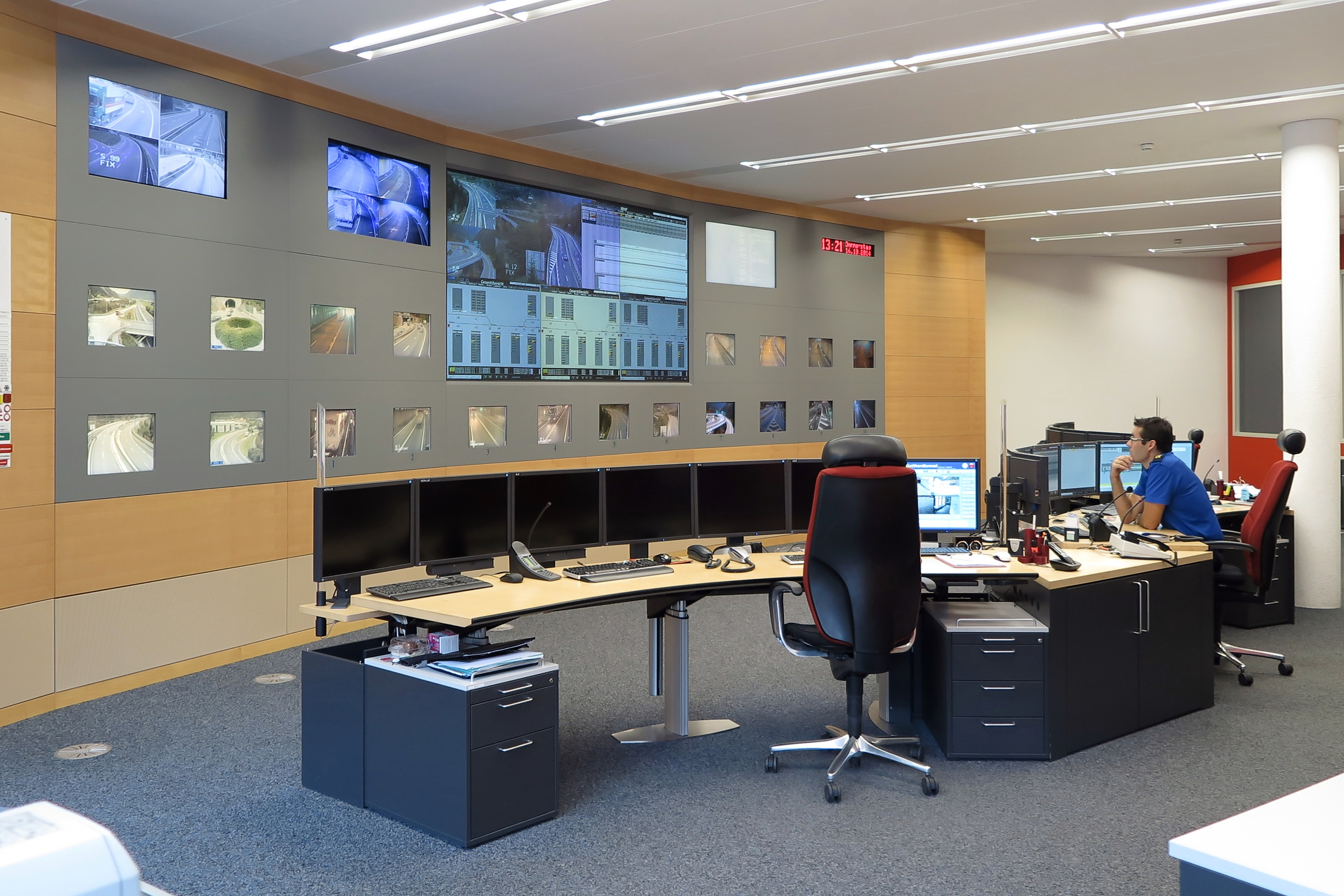
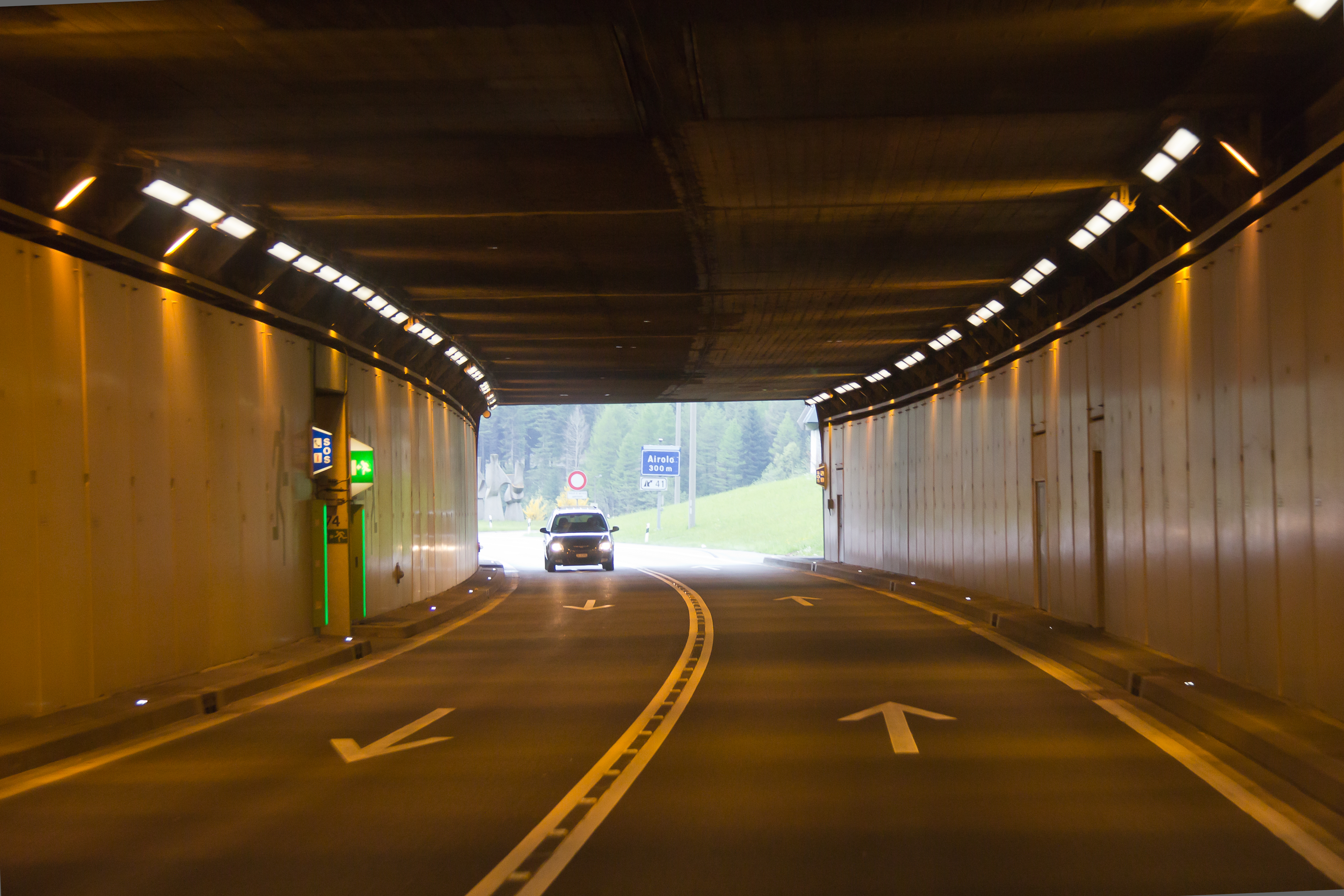